# Вой: Перерождение
«Вой: Перерождение» (англ. The Howling: Reborn) — американский фильм ужасов 2011 года, снятый Джои Нимзики для выхода сразу на видео. Релиз картины состоялся 18 октября 2011 года.
Слоган картины: «Full Moon. New Blood.»

## Сюжет
Накануне выпускного, ничем не примечательный школьник Уилл Кидман наконец добивается внимания Элианы Уинтер. Однако его обычной жизни вскоре придёт конец — он из клана оборотней, и вот-вот произойдёт его первое обращение в волка. Теперь Уилл должен защитить свою любовь и свою жизнь, когда охоту за ним открывает стая оборотней, а сам Уилл начинает испытывать сильный голод.

## В ролях
- Лэндон Либуарон — Уилл Кидман
- Линдси Шоу — Элиана Уинтер
- Ивана Миличевич — Кэтрин Кидман
- Джесси Рат — Сашин
- Нильс Шнайдер — Роланд
- Френк Скорпион — Джек Кидман
- Кристиан Ходько — Трайб
- Шон Меркадо — Пирс
- Саша Чарльз — Роддик
- Эйрин Агостино Реджина
- Эдриан Бюрхоп — Пикардо
- МаркКамачо — Директор Ларош
- Сесилия Кристобаль — Медсестра

## Производство
Фильм никак не связан с классической серией, хотя в титрах указано, что сюжет основан на романе «Вой 2» Гэри Брэнднера. Как бы там ни было, сюжетно картина сильно отличается от романа.
Съёмки начались в Монреале в Канаде в мае 2010 года. Новый фильм, снятый режиссёром Джо Нимзики и компанией Moonstone Entertainment’s Etchie Stroh под руководством продюсера Джоэлем Кастельбергом должен был выйти в прокат весной 2011 года, однако получил лишь DVD-релиз.

## Релиз
Фильм был выпущен сразу на видео в октябре 2011 года, также сразу вышел на DVD и в России.